# Francesco Del Grosso
Francesco Del Grosso (* 28. September 1899 in San Secondo Parmense; † 22. Juli 1938 in Barracas, Valencia) war ein italienischer Offizier und Radrennfahrer.

## Biographie
Del Grosso Jahrgang 1899 nahm als letzter einberufener Kriegsjahrgang am Ersten Weltkrieg teil. Als Sottotenente des 157. Infanterie-Regiments wurde er im Oktober 1918 auf dem Pasubio am Monte Corno mit dem Kriegskreuz ausgezeichnet. Nach dem Krieg schloss er sich den Schwarzhemden an und nahm 1922 am Marsch auf Rom teil.
Der überzeugte Faschist Del Grosso machte auch als Radrennfahrer Karriere. 1923 wurde er italienischer Meister der Amateure im Zeitfahren. 1923 und 1924 siegte er in der nationalen Meisterschaft im Sprint. 1924 nahm er an den Olympischen Sommerspielen in Paris teil. Er startete in zwei Wettbewerben im Bahnradsport. Im Sprint schied er in den Halbfinalläufen aus. Im Punktefahren schied er beim Sieg von Ko Willems im Finale aus. 1924 wurde er im Großen Preis von Kopenhagen, einem der traditionsreichsten Wettbewerbe für Bahnsprinter, Zweiter bei den Amateuren hinter Edmund Hansen. Von 1926 bis 1928 startete er als Unabhängiger, konnte aber keine größeren Erfolge mehr verzeichnen.
In Reihen der faschistischen Miliz (italienisch Milizia Volontaria per la Sicurezza Nazionale) MVSN meldete er sich nach Ausbruch des Abessinienkrieges im Oktober 1935 als Freiwilliger. Im Rang eines Centurione (deutsch Hauptmann) der 180. Schwarzhemden-Legion wurde er in Abessinien im Januar 1936 im Rahmen der Ersten Tembienschlacht zum zweiten Mal mit dem Kriegskreuz ausgezeichnet.
1937 meldete er sich für den Spanischen Bürgerkrieg. In Spanien befehligte er unter anderem das 5. Schwarzhemden-Regiment und wurde im März 1937 in der Schlacht bei Guadalajara zum dritten Mal mit dem Kriegskreuz ausgezeichnet. Des Weiteren wurden ihm in Spanien eine Bronzene und zwei Silberne Tapferkeitsmedaillen verliehen. Am 17. Juli 1938 wurde er bei Barracas nordwestlich von Valencia im Vorfeld der Ebroschlacht so schwer verwundet, dass er fünf Tage darauf seinen Verletzungen erlag.